# Werner Haim
Werner Haim (21 febbraio 1968) è un ex saltatore con gli sci austriaco.

## Biografia
In Coppa del Mondo esordì il 4 gennaio 1984 a Innsbruck (99°), ottenne il primo podio il 17 dicembre 1989 a Sapporo (2°) e l'unica vittoria il 14 gennaio 1990 a Liberec. Insieme con Ernst Vettori e Andreas Felder vinse la prima gara a squadre, sperimentale, del circuito di Coppa del Mondo, il 3 marzo 1990 a Lahti.
In carriera prese parte a un'edizione dei Campionati mondiali, Lahti 1989 (6° nella gara a squadre il miglior piazzamento), e a tre dei Mondiali di volo (7° a Vikersund 1990 il miglior piazzamento).

## Palmarès

### Mondiali juniores
- 1 medaglia:
  - 1 oro (K80 a Täsch 1985)

### Coppa del Mondo
- Miglior piazzamento in classifica generale: 9º nel 1990 e nel 1993
- 6 podi (tutti individuali):
  - 1 vittoria
  - 3 secondi posti
  - 2 terzi posti

#### Coppa del Mondo - vittorie
| Data            | Località | Nazione        | Trampolino  |
| --------------- | -------- | -------------- | ----------- |
| 14 gennaio 1990 | Liberec  | Cecoslovacchia | Ještěd K115 |

### Campionati austriaci
- 3 medaglie[1]:
  - 2 ori (70 m nel 1989; 90 m nel 1990)
  - 1 argento (70 m nel 1988)